# Bosanska Krajina
Bosanska Krajina (kyrilliska: Босанска Крајина) är en region i västra Bosnien och Hercegovina som omges av tre floder: Sava, Una och Vrbas. Regionen är också en historisk, ekonomisk och kulturell enhet i Bosnien och Hercegovina. 
Den största staden, och dess historiska centrum, är Banja Luka. Andra städer är Laktaši, Čelinac, Skender Vakuf, Kotor Varoš, Bosanska Gradiška, Bosanska Dubica, Bosanski Novi, Prijedor, Sanski Most, Bosanski Petrovac, Ključ, Šipovo, Mrkonjić Grad, Drvar, Glamoč, Bosansko Grahovo, Jajce, Bihać, Bosanska Krupa, Cazin, Bužim, och Velika Kladuša.
Bosanska Krajina har inga politiska gränser eller politisk styre i Bosnien och Hercegovina, dock har regionen ett stort kulturellt och historiskt identitet som har bildades genom flera historiska och ekonomiska händelser. Regionen Bosanska Krajina är idag uppdelad mellan två entiteteter i Bosnien-Hercegovina: Republika Srpska och Federationen Bosnien och Hercegovina.

## Namnet
Under medeltiden var regionen Bosanska Krajina känd som Donji Kraji och Zapadne Strane (Mall:Trans ). Efter den osmanska av Kungariket Bosnien, och imperiets efterföljande expansion västerut, blev regionen mellan floderna Sava och Vrbas känd som Krajina eller Bosanska Krajina . Den första registrerade användningen av namnet Bosanska Krajina är 1594.

## Demografi
Populationen i regionen var cirka en miljon före kriget i Bosnien.
Sammansättningen av den nuvarande befolkningen i Bosanska Krajina, har dramatiskt förändrats på grund av våldsamma utvisningar och andra krigsförbrytelser i kriget i Bosnien, mellan 1992 och 1995.

## Kultur
Bosanska Krajinas kulturella centrum ligger i Banja Luka. Institutioner såsom Museum of Bosanska Krajina och stadsteatern ligger i Banja Luka.

## Bilder

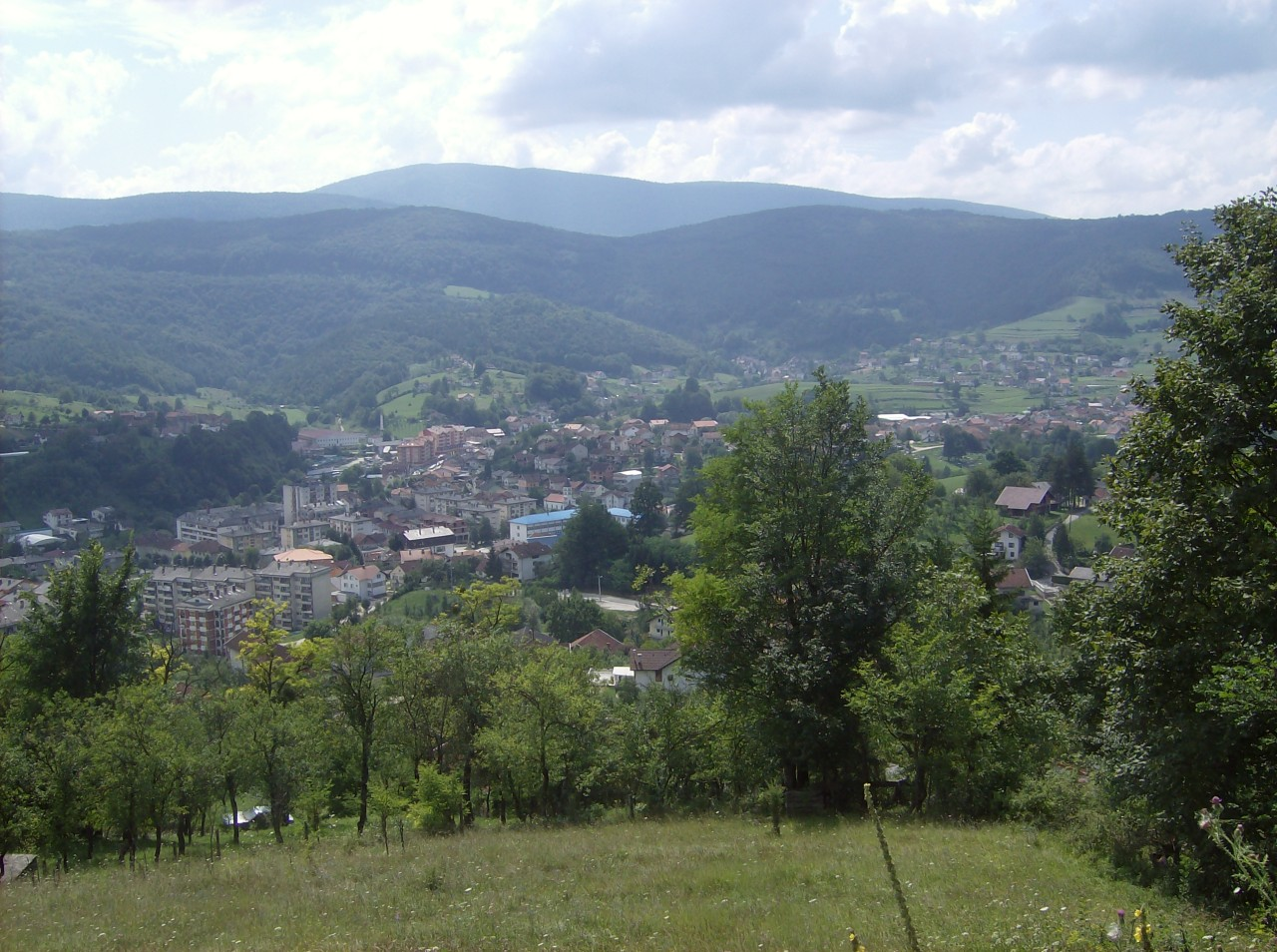
Ključ.
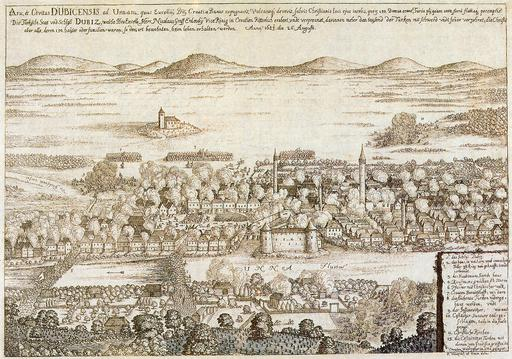
En gammal skiss över Bosanska Dubica.
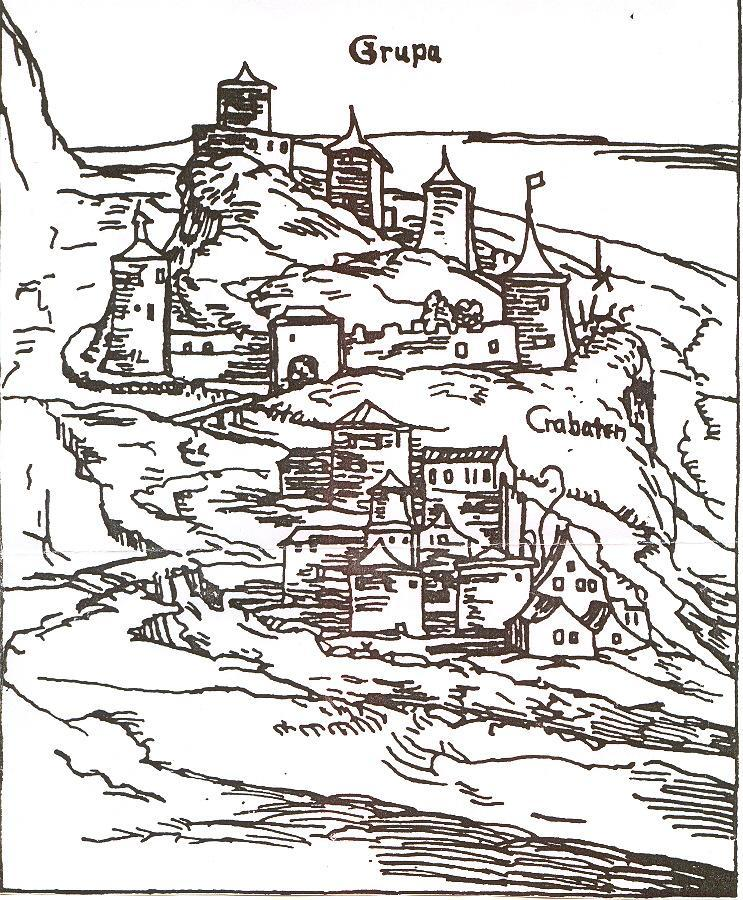
Bosanska Krupa från medeltiden.
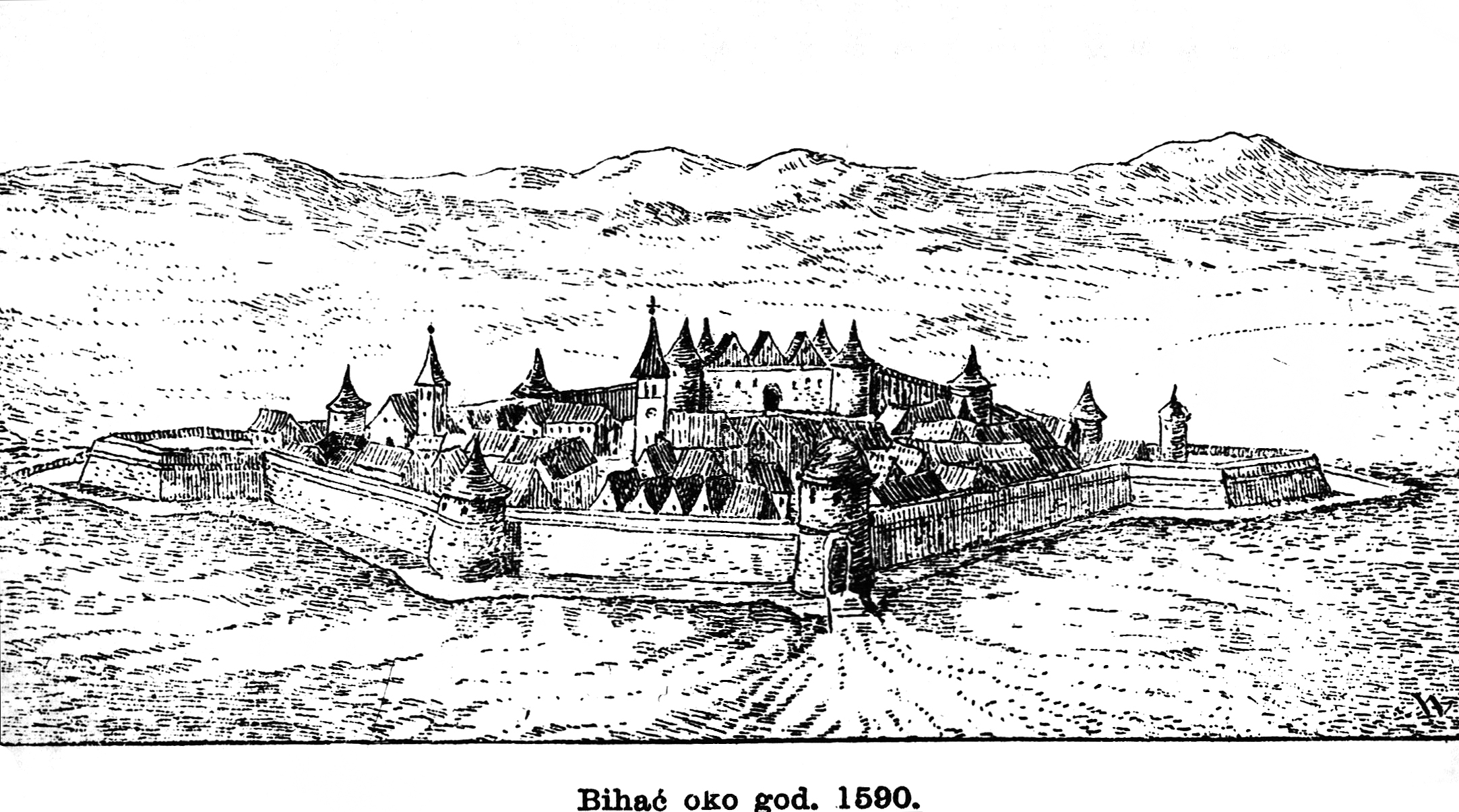
Fortet i Bihac (1590).